# Лукошин, Анатолий Дмитриевич
Анатолий Дмитриевич Лукошин (род. 28 апреля 1951) — советский хоккеист, защитник. Мастер спорта СССР. Российский тренер.

## Биография
В первенстве СССР выступал за команды «Высокогорец» Нижний Тагил (1969/70), СКА Хабаровск (1970/71 — 1971/72), «Спутник» (1972/73 — 1975/76, 1978/79), «Трактор» Челябинск (1974/75), «Кристалл» Саратов (1976/77, 1978/79 — 1980/81, 1981/82 — 1982/83, 1986/87, 1988/89), «Автомобилист» Свердловск (1977/78), «Салават Юлаев» Уфа (1980/81), «Дизелист» Пенза (1983/84) «Химик» Энгельс (1986/87 — 1987/88, 1990/91).
Тренер в ДЮСШ «Кристалл» Саратов (1985—1991, 1993—1997, 2003). Тренер юношеской сборной СССР — СНГ — России (1989—1992). Тренер «Кристалла» Саратов (1991—1993, 2003—2006); главный тренер (1997/98 — до 8 октября, 1998/99 — до октября, 2017/18). Тренер ХК МВД (2006/07), ДЮСШ «Легион» Волгоград (2011—2016).